# Benachteiligtenförderung
Die Benachteiligtenförderung umfasst die beruflichen Förderangebote für junge Menschen im Übergang von der Schule zur Arbeitswelt. Die Förderangebote verbinden in der Regel sozial- und berufspädagogische Ansätze mit allgemeinbildenden Ansätzen. Ergänzt werden die Angebote oft um Bildungsberatung und -begleitung.
Die Förderung im Übergang will Grundlagen für die spätere Teilhabe am Arbeitsleben und gesellschaftliche Teilhabe junger Menschen legen. Aufgrund begrenzter Wahlmöglichkeiten hinsichtlich Ausbildung oder Hochschulbildung gelingt vielen Jugendlichen ein nahtloser Übergang von der Schule in die Arbeitswelt nicht. Vor allem junge Menschen ohne Schulabschluss, mit schlechten Zeugnissen, mit Migrationshintergrund oder Sehgeschwächte, solche ohne Fahrzeug/Führerschein usw. sind bei der Ausbildungsplatzsuche benachteiligt.

## Begriffsverwendung

### Benachteiligte
Die jungen Menschen in den Maßnahmen werden zusammenfassend (tautologisch) als „benachteiligte Jugendliche“ charakterisiert. Damit gelten alle diejenigen im Sinne der vorgenannten Definition nicht als „benachteiligt“, die sich zum entsprechenden Zeitpunkt nicht in Förderangeboten befinden (müssen). Eine Nicht-Teilnahme an Förderung bedeutet jedoch nicht, dass keine Förderbedürftigkeit besteht – vielleicht ist nur gerade kein Platz frei oder keine Finanzierung möglich. Insofern ist die Zahl wirklich Benachteiligter größer, als es die Statistik ausweist. Andererseits ist sie insofern geringer, als die Teilnahme an einer Maßnahme nicht automatisch ein Indiz für Förderbedürftigkeit ist – so finden z. B. in Zeiten hoher Arbeitslosenzahlen nicht nur Bewerber mit „mangelnder Ausbildungsreife“ keinen Ausbildungsplatz. 
Die Beschreibung der Benachteiligten unterliegt einem Wandel, genau wie die offiziell verwendeten Begriffe. Wenn z. B. in Zeiten einer guten Arbeitsmarktlage alle „Ausbildungsreifen“ eine Ausbildungsstelle finden können, reduziert sich die Zahl der schwer Vermittelbaren weitgehend auf die, denen ein Mangel an „Ausbildungsreife“ bescheinigt wird. 
Unterschieden wird zwischen bildungsbenachteiligten, marktbenachteiligten und sozial benachteiligten Jugendlichen.
Den harten Kern der „Benachteiligten“ bilden Menschen, denen eine Behinderung amtlich bescheinigt wurde. Das Gesetz zieht eine klare Grenze zwischen „behinderten Menschen“ (diese haben nach der amtlichen Feststellung ihrer „Behinderung“ einen eindeutigen Rechtsanspruch auf Leistungen nach § 19 Abs. 1 des Dritten Buches Sozialgesetzbuch) und Menschen ohne Bescheinigung einer Behinderung. Tatsächlich gibt es zwischen beiden Gruppen eine Grauzone. Nicht alle, denen in ihrer Schulzeit ein „sonderpädagogischer Förderbedarf“ bescheinigt wurde, haben einen Anspruch darauf, einen Behindertenstatus zu erhalten. Auch sind z. B. die Leistungen schwacher Hauptschulabsolventen oft nicht wesentlich besser als die derjenigen, denen eine Lernbehinderung bescheinigt wurde. Beide Gruppen bestehen überwiegend aus Jugendlichen, denen in Zeiten hoher Arbeitslosigkeit ihre „mangelnde Ausbildungsreife“ als Exklusionsgrund vorgehalten wird, wodurch sie „benachteiligt“ sind.

### Förderungswürdigkeit und -notwendigkeit
Als sinnvoll erscheint eine „Benachteiligtenförderung“ dadurch, dass die von ihr Betroffenen in dem Sinn von der Förderung profitieren, dass sie konkurrenzfähig werden. Ohne Hilfen hätten sie, so die Annahme, große Probleme, im Leben zurechtzukommen.
Da die Berufsausbildung in der Regel die Eintrittskarte in die Berufs- und Arbeitswelt ist, kommt der Benachteiligung an dieser Stelle eine entscheidende Rolle bei der Integration sowie Teilhabe in und an der Gesellschaft zu.

## Kritik
Das wichtigste Symptom einer Benachteiligung nach Beendigung der Schulzeit ist die Ausbildungslosigkeit; diese ist aber nicht durch „mangelnde Ausbildungsreife“ verursacht. Deutlich wird das seit der Mitte der 2010er Jahre: In Zeiten zunehmenden Fachkräftemangels und nicht zu besetzender Lehrstellen zeigen sich z. B. 80 Prozent der Ausbildungsstellenanbieter bereit, Nachhilfeunterricht für ihre künftigen Auszubildenden zu organisieren. Laut dem „Deutschen Industrie- und Handelskammertag“ zeige eine Umfrage unter seinen Mitgliedern, dass „Betriebe leistungsschwächeren Schülern zunehmend eine Ausbildung ermöglichen und die Unterstützung für Azubis immer weiterwächst. […] [M]angelnde Kenntnisse, wie etwa in Deutsch, Mathe oder Naturwissenschaften, [können] durch Nachhilfe oft ausgeglichen werden. […] Interesse am Beruf oder Sozialkompetenzen, die es für ein gemeinsames Arbeiten dringend braucht, sind hingegen schwerer oder gar nicht auszugleichen.“
Bereits 2006 verwies Ruth Enggruber auf Forschungsergebnisse, die besagen, dass eine inklusive Berufsausbildung, bei der auch ausbildungsinteressierte Jugendliche mit schwachen Schulabschlüssen unmittelbar nach Schulende eine Berufsausbildung aufnehmen, meistens mit günstigeren Bildungsverläufen verbunden sei als ein vorgeschalteter Besuch im Übergangsbereich. Ruth Enggruber gehört zur Gruppe derjenigen, die von „Inklusion“ nicht nur im Zusammenhang mit „Behinderung“ sprechen möchten, sondern möchten, dass alle tatsächlich Benachteiligten von Inklusionsmaßnahmen profitieren sollen. Dieser Gruppe gehört auch Ursula Bylinski vom Bundesinstitut für Berufsbildung an. Sie zitiert das Programm der Deutschen UNESCO-Kommission aus dem Jahr 2009: „Allen Jugendlichen und  Erwachsenen sollen Lerngelegenheiten gegeben werden, unabhängig von Geschlecht, sozialen und ökonomischen Voraussetzungen. Inklusive Bildung geht davon aus, dass eine ‚Pädagogik für besondere Bedürfnisse‘ nicht in Isolation weiterentwickelt werden kann, sondern Teil einer allgemeinen pädagogischen und bildungspolitischen Strategie sein muss.“